# اسماعیل محمد شریف
اسماعیل محمد شریف (انگلیسی: Ismail Mohammed Sharif؛ زادهٔ ۱۷ آوریل ۱۹۶۲) یک بازیکن فوتبال اهل عراق است.
وی همچنین در تیم ملی فوتبال عراق بازی کرده است.